# Luca Contile

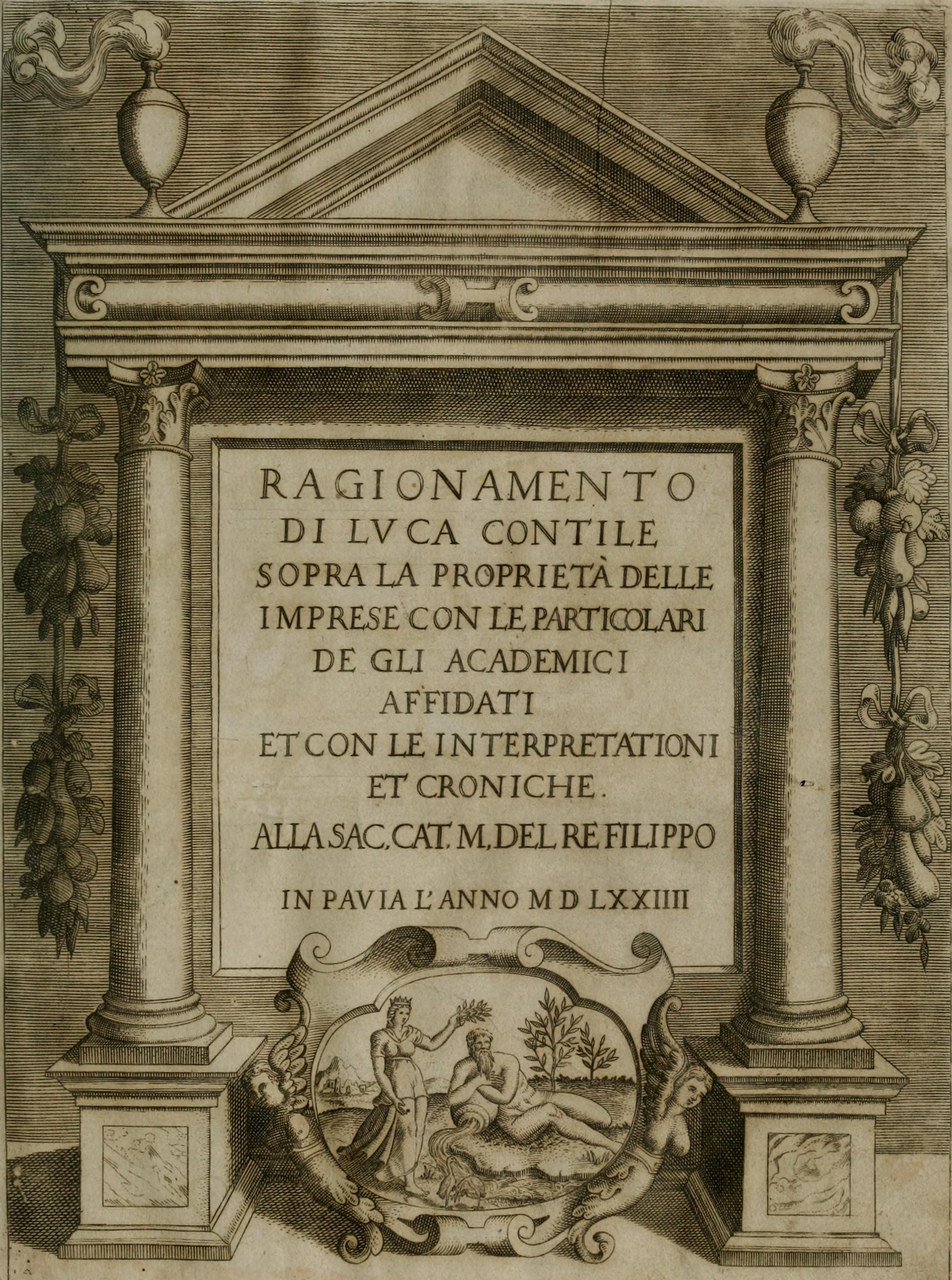
Ragionamento di Luca Contile sopra la proprietà delle imprese con le particolari de gli academici Affidati et con le interpretationi et croniche

Luca Contile (* 1506 in Cetona; † 1574 in Pavia) war ein italienischer Schriftsteller.

## Leben
Luca Contile war als cortigiano-segretario an mehreren Höfen tätig: Seine Laufbahn begann im Dienst des Marchese del Vasto in Mailand. Nach dessen Tod fand er eine Anstellung bei Ferdinando Gonzaga, in dessen Auftrag er 1550 nach Polen reiste. 1562 wurde er zum commissario des spanischen Königs in Pavia ernannt.
Neben seinen Lettere (1564) schrieb er Storia dei fatti di Cesare Maggi da Napoli (1564), La Pescara, La Cesarea Gonzaga und La Trinozia (Komödien); La Nice (ein Drama zu Ehren von Vittoria Colonna); Traduzione della Bolla d’Oro; Istoria delle cose occorse nel regno d’Inghilterra dopo la morte d’Odoardo und Origine degli Elettori.